# Simon the Sorcerer
Simon the Sorcerer är ett äventyrsspel utvecklat av Adventure Soft. Det släpptes ursprungligen 1993 till Amiga och DOS. 
Spelets huvudperson är en pojke vid namn Simon som reser till en plats där han måste bekämpa den elake häxmästaren Sordid. Under resan möter han märkliga figurer och mytologiska varelser.
Simons röst gjordes av Chris Barrie som även var med i tv-serien Red Dwarf.

## Uppföljare
Hittills har spelet fått fyra uppföljare: Simon the Sorcerer II: The Lion, The Wizard and The Wardrobe, Simon the Sorcerer 3D, Simon the Sorcerer 4: Chaos Happens och Simon the Sorcerer 5.